# اللغة الجرمانية البدائية
اللغة الجرمانية البدائية هي لغة بدائية افتراضية وهي أصل الفرع الجرماني للغات الهندية الأوروبية.
هناك مصطلح آخر مستخدم في هذا السياق وهو لغة جرمانية أم وذلك من أجل احتواء مراحل مختلفة من التطور اللغوي في العصور المختلفة مثل العصر البرونزي الشمالي.